# ویشواروپام ۲
ویشواروپام ۲ (به تامیلی: Vishwaroopam II) فیلمی محصول سال ۲۰۱۸ و به کارگردانی کمال حسن است. در این فیلم بازیگرانی همچون کمال حسن، راهول بس، پوجا کومار، آندریا جرمیا، شکهار کاپور، جایدیپ اهلاوات، وحیده رحمان ایفای نقش کرده‌اند.
این فیلم دنباله فیلم ویشواروپام است.